# یوکسل یاووز
یوکسل یاووز(به کردی: یۊکسه‌ل یاڤووز Yüksel Yavuz)، (زادهٔ ۱ فوریه ۱۹۶۴، قراقوچان در کردستان ترکیه-)، فیلمساز کردتبار اهل ترکیه است.

## زندگی
یوکسل یاووز در ۱ فوریه ۱۹۶۴ در شهر کردنشین قراقوچان در استان الازیغ در ترکیه به دنیا آمد. در سال ۱۹۸۰ در حالی که ۱۶ ساله بود به آلمان مهاجرت کرد. وی در فاصله سال‌های ۱۹۸۶ تا ۱۹۸۹ در هامبورگ به مطالعه جامعه‌شناسی و اقتصاد پرداخت. یاووز نخستین فیلمش را در سال ۱۹۹۴ ساخت که خودزندگینامه‌ای مستند بود و به تجریه پدرش به عنوان کارگر مهاجر و مادرش که در روستا ماند می‌پرداخت. وی به جوایز زیادی دست پیدا کرد.

## آثار
- ۱۹۹۴- پدر من، کارگر مهمان
- ۱۹۹۸- بچه‌های آوریل
- ۱۹۹۹- مردی با گوشتهٔ سفید (ترکی)
- ۲۰۰۳- یک تکه آزادی
- ۲۰۰۷- کلوزآپ کردستان